# 集異志
『集異志』（しゅういし）は、晩唐の陸勲撰の志怪乃至伝奇集。全2巻。
完本は現伝しないが『太平広記』（広記）に逸文が引かれている。なお、広記には『集異記』とあり、本集を初めて著録した南宋の晁公武（ちょうこうぶ）の『郡斎読書志』（衢州本）にも「陸氏集異記」とあるが、『宋史』芸文志には『集異志』と著録されている。
成立は吏部郎中（吏部の判官）乃至比部郎中（刑部の判官）にあった撰者の晩年、懿宗の咸通末年（基督教暦870年代前葉）頃と推定され、完本を目にしたであろう晁に拠れば、2巻全32則から成り犬の怪異がその三分の一を占めた「怪を語るの書」であったという。
広記が引く『集異記』には本集の他に南朝宋の郭季産と中唐の薛用弱とに依る同名集があって紛らわしく、とりわけ同じ唐代の薛集との弁別は難しいが、郭集はもとより穆宗の長慶末年（基督教暦820年代中葉）頃の成著と推定される薛集とも文体等に自ずから生じる時代差があると措定した李剣国は、広記から本集のものと覚しき諸則を抽出した上で、飾らない簡潔な文体で鬼魅を叙しつつそれら鬼魅が深く人間味を帯びた存在として描写されており、とりわけ晁が三分の一を占めたと記録する犬の怪異においてはその殆どが主人に忠実な犬の記録である事から、本集成立当時の時流に対する寓意を秘めた書であったろうと推測している。
因みに、李が広記中から本集に帰するものと推定する則は以下の31条（右肩の※印は異論のある則。下線を引く則は犬の怪異を記すもの）。
- 王安国（巻128報応27）
- 汪鳳（巻140徴応6）※
- 高元裕（巻278夢3）
- 劉惟清（巻346鬼31）[註 1]
- 李佐文（巻347鬼32）
- 金友章（巻364妖怪6）※
- 于凝（同上）
- 宮山僧（巻365妖怪7）

- 李楚賓（巻369精怪2）※
- 裴用（巻394雷2）
- 嘉陵江巨木（巻405宝6）※
- 光化寺客（巻417草木12）※
- 王瑤（巻433虎8）※
- 崔韜（同上）※
- 楊褒（巻437畜獣4犬上）※
- 鄭韶（同上）※

- 柳超（巻437畜獣4犬上）※
- 范翊（同上）
- 盧言（同上）
- 斉瓊（同上）[註 2]
- 田招（同上）※
- 裴度（同上）
- 胡志忠（巻438畜獣5犬下）※
- 李汾（巻439畜獣6）

- 崔商（巻445畜獣12）
- 徐安（巻450狐4）※
- 僧晏通（巻451狐5）[註 3]
- 薛夔（巻454狐8）
- 朱覲（巻456蛇1）
- 裴伷（巻466水族3）※
- 鄧元佐（巻471水族8）※

1. ↑  明鈔本「出集異記」。談刻本は「出異聞録」とする。「異聞集 (陳翰)」参照。
2. ↑  明鈔本「出集異記」。談刻本に「出述異記」とするのは誤り。
3. ↑  談刻本「出集異記」。明鈔本に「出纂異記」とするのは恐らく誤り。

なお、明の陳継儒の蔵書中に「唐比部郎中陸勲集」と銘した『集異志』があったが以下に見る如く偽書である。

## 4巻本集異志
陳継儒『宝顔堂秘笈』に4巻から成る陸勲撰と称する『集異志』を収めている。清代の『欽定四庫全書総目』巻144小説家類存目2で「陸氏集異記四巻」として解題するのがこれで4巻239則から成り、晁公武の言う2巻32則に比べると巻数で2倍、則数では略7倍にも及ぶが、実態は『漢書』以降の正史の五行志や他の志怪集やら雑集やらから摘録した災異変怪の記事であって、晁公武が三分の一を占めたという犬の怪異も僅少、五代晋の少帝開運元年（基督教暦944 -5年）の記事もあって時代が合わず、稀覯本として貴重ではあるものの明らかな別集である。恐らくは本集の存在を前提に陸勲の名を冒して編まれたものと考えられるが、成立時期は南宋から明迄のある時期としか言えず不明。なお、この集を更に節録して纏め直した1巻本も存在した。